# Jill Gascoine
Jill Gascoine (Londen, 11 april 1937 – Los Angeles, 28 april 2020) was een voor een Emmy Award genomineerde Britse actrice en schrijfster.

## Levensloop
Gascoine's vroege acteercarrière begon met werken voor filmregisseur Ken Loach. Gedurende de jaren zestig werkte zij enkele jaren in leidinggevende functies bij Dundee Repertory Theatre en was later eigenaar van een hotel in Dundee.
Haar succesvolle televisiecarrière werd gekenmerkt door de rol van Letty Gaunt in The Onedin Line (1970-1978) en door de leidende rol van de politievrouw Maggie Forbes in The Gentle Touch (1980-1984). Ze speelde ook Maggie Forbes in de politieserie C.A.T.S. Eyes (1985-1987).
Gascoine was getrouwd met acteur  Alfred Molina in Tower Hamlets, Londen. Ze heeft twee zoons uit een eerder huwelijk.
Ze schreef ook drie romans, waaronder Addicted (ISBN 055214231X).

## Filmografie
- Touched by an Angel (1 afl., 1999) - Miss Piper
- Northern Exposure (1 afl., 1994) - Lady Ann
- Screen One (1 afl., 1992) - Vivien Empson
- Virtual Murder (1 afl., 1992) - Victoria Fleming
- Boon (1 afl., 1991) - Jo Beckett
- El C.I.D. (1 afl., 1991) - Sarah
- Taggart (1 afl., 1990) - Jane Antrobus
- Home to Roost (5 afl., 1989-1990) - Judy Schwartz
- C.A.T.S. Eyes (30 afl., 1985-1987) - Maggie Forbes
- The Gentle Touch (56 afl., 1980-1984) - DI Maggie Forbes
- Raffles (1 afl., 1977) - Dolly
- The Onedin Line (23 afl., 1976-1979) - Letty Gaunt/Onedin
- Beryl's Lot (1 afl., 1975) - Hilda Monks
- Softly Softly (1 afl.)
- Grass - 1975 - Maggie Grant
- Within These Walls (1 afl., 1975) - Irene
- Justice (1 afl., 1974) - Elizabeth Lee
- Dixon of Dock Green (1 afl., 1974) - Lorna McDermot
- Six Days of Justice (2 afl., 1973) - Miss Owen
- Z Cars (1 afl., 1973) - Lucy Manning
- Dr. Finlay's Casebook (1 afl., 1970) - Marion Bradley
- Holding On (1 afl.)

- Gemeinsame Normdatei: 1209242710
- International Standard Name Identifier: 0000 0000 6771 3954
- Library of Congress Control Number: n97009220
- MusicBrainz: 435cb1e6-1654-403e-9499-179687210e85
- Nationale Bibliotheek van Israël: 987007421314205171
- Système universitaire de documentation: 110506847
- Virtual International Authority File: 92264829
- WorldCat: E39PBJrGt9Bk9PB4t4qQqmHwG3